# Les Russes ne boiront pas de Coca-Cola
Pour plus de détails, voir Fiche technique et Distribution.
Les Russes ne boiront pas de Coca-Cola (Italian Secret Service) est une comédie d'espionnage italienne réalisée par Luigi Comencini et sortie en 1968.

## Fiche technique
Sauf indication contraire, les informations mentionnées dans cette section peuvent être confirmées par la base de données cinématographiques IMDb,  présente dans la section « Liens externes ».
- Titre français : Les Russes ne boiront pas de Coca-Cola[1]
- Titre original : Italian Secret Service ou Il nostro agente Natalino Tartufato[2]
- Réalisation : Luigi Comencini
- Scénario : Leonardo Benvenuti, Luigi Comencini, Piero De Bernardi et Massimo Patrizi
- Photographie : Armando Nannuzzi
- Montage : Nino Baragli
- Musique : Fiorenzo Carpi
- Assistants à la réalisation : Silla Bettini, Leopoldo Machina, Marcello Pandolfi
- Décors : Carlo Egidi (it)
- Costumes : Angela Sammaciccia
- Production : Angelo Rizzoli
- Sociétés de production : Rizzoli film
- Pays de production :  Italie
- Langue de tournage : italien
- Format : Couleur (Eastmancolor) - Son mono - 35 mm
- Durée : 108 minutes (1h48)
- Genre : comédie d'espionnage
- Dates de sortie :
  - Italie : 5 février 1978
  - États-Unis : 1968
  - France : 29 novembre 1978[1]

## Distribution
- Nino Manfredi : Natalino Tartufato
- Françoise Prévost : Elvira Spallanzani
- Clive Revill : Charles Harrison
- Gastone Moschin : L'avocat Ramirez
- Jean Sobieski : Edward Stevens
- Giampiero Albertini : Ottone
- Alvaro Piccardi : Ciro
- Giorgia Moll : L'agent secret dit « Philippe le Moineau »
- Attilio Dottesio : L'agent russe
- Enzo Andronico : Femore
- Loris Bazzocchi : Tony
- Gianni Pulone : Marcovaldo
- Anastasia Stevens : Rosalinda
- Steffen Zacharias : Le professeur d'allemand